# Engin Fırat
Engin Fırat (Istanbul, 11 giugno 1970) è un allenatore di calcio e dirigente sportivo turco con cittadinanza tedesca, attuale commissario tecnico del Kenya.

## Statistiche

### Statistiche da allenatore
Statistiche aggiornate al 7 febbraio 2024.

#### Nazionale moldava nel dettaglio
| 2019             | Moldavia        | Qual. Euro 2020          | Sub, 6° nel gruppo H                   | 2  | 0 | 0 | 2 | &0,00 | 2 | 4  | -2  |
| 2020             | Moldavia        | Nations League 2020-2021 | 4° nel gruppo 3, retroccesso in Lega D | 6  | 0 | 1 | 5 | &0,00 | 1 | 11 | -10 |
| Dal 2019 al 2020 | Moldavia        | Amichevoli               |                                        | 3  | 0 | 1 | 2 | &0,00 | 0 | 7  | -7  |
| Totale Moldavia  | Totale Moldavia | Totale Moldavia          | Totale Moldavia                        | 11 | 0 | 2 | 9 | 0,00  | 3 | 22 | -19 |

#### Panchine da commissario tecnico della nazionale moldava
| Cronologia completa delle presenze e delle reti in nazionale ― Moldavia | Cronologia completa delle presenze e delle reti in nazionale ― Moldavia | Cronologia completa delle presenze e delle reti in nazionale ― Moldavia | Cronologia completa delle presenze e delle reti in nazionale ― Moldavia | Cronologia completa delle presenze e delle reti in nazionale ― Moldavia | Cronologia completa delle presenze e delle reti in nazionale ― Moldavia | Cronologia completa delle presenze e delle reti in nazionale ― Moldavia | Cronologia completa delle presenze e delle reti in nazionale ― Moldavia |
| Data                                                                    | Città                                                                   | In casa                                                                 | Risultato                                                               | Ospiti                                                                  | Competizione                                                            | Reti                                                                    | Note                                                                    |
| ----------------------------------------------------------------------- | ----------------------------------------------------------------------- | ----------------------------------------------------------------------- | ----------------------------------------------------------------------- | ----------------------------------------------------------------------- | ----------------------------------------------------------------------- | ----------------------------------------------------------------------- | ----------------------------------------------------------------------- |
| 14-11-2019                                                              | Saint-Denis                                                             | Francia                                                                 | 2 – 1                                                                   | Moldavia                                                                | Qual. Euro 2020                                                         | Vadim Rață                                                              | Cap: I.Armas                                                            |
| 17-11-2019                                                              | Chisinau                                                                | Moldavia                                                                | 1 – 2                                                                   | Islanda                                                                 | Qual. Euro 2020                                                         | Nicolae Milinceanu                                                      | Cap: I.Armas                                                            |
| 9-1-2020                                                                | Doha                                                                    | Svezia                                                                  | 1 – 0                                                                   | Moldavia                                                                | Amichevole                                                              | -                                                                       | Cap: I.Armas                                                            |
| 3-9-2020                                                                | Parma                                                                   | Moldavia                                                                | 1 – 1                                                                   | Kosovo                                                                  | UEFA Nations League 2020-2021 - Lega C                                  | Ion Nicolaescu                                                          | Cap: I.Armas                                                            |
| 6-9-2020                                                                | Lubiana                                                                 | Slovenia                                                                | 1 – 0                                                                   | Moldavia                                                                | UEFA Nations League 2020-2021 - Lega C                                  | -                                                                       | Cap: I.Armas                                                            |
| 7-10-2020                                                               | Firenze                                                                 | Italia                                                                  | 6 – 0                                                                   | Moldavia                                                                | Amichevole                                                              | -                                                                       | Cap: A.Ionita                                                           |
| 11-10-2020                                                              | Atene                                                                   | Grecia                                                                  | 2 – 0                                                                   | Moldavia                                                                | UEFA Nations League 2020-2021 - Lega C                                  | -                                                                       | Cap: I.Armas                                                            |
| 14-10-2020                                                              | Chisinau                                                                | Moldavia                                                                | 0 – 4                                                                   | Slovenia                                                                | UEFA Nations League 2020-2021 - Lega C                                  | -                                                                       | Cap: I.Armas                                                            |
| 12-11-2020                                                              | Chisinau                                                                | Moldavia                                                                | 0 – 0                                                                   | Russia                                                                  | Amichevole                                                              | -                                                                       | Cap: A.Epureanu                                                         |
| 15-11-2020                                                              | Chisinau                                                                | Moldavia                                                                | 0 – 2                                                                   | Grecia                                                                  | UEFA Nations League 2020-2021 - Lega C                                  | -                                                                       | Cap: I.Armas                                                            |
| 18-11-2020                                                              | Pristina                                                                | Kosovo                                                                  | 1 – 0                                                                   | Moldavia                                                                | UEFA Nations League 2020-2021 - Lega C                                  | -                                                                       | Cap: I.Armas                                                            |
| Totale                                                                  |                                                                         | Presenze                                                                | 11                                                                      |                                                                         | Reti                                                                    | 3                                                                       |                                                                         |

#### Nazionale keniota nel dettaglio
| 2021         | Kenya        | Qual. Mondiali 2026 | Sub,nel gruppo F | 4  | 1 | 1 | 2 | 25,00 | 3  | 8  | -5 |
| 2023         | Kenya        | Qual. Mondiali 2026 | Sub,nel gruppo F | 2  | 1 | 0 | 1 | 50,00 | 6  | 2  | +4 |
| 2024         | Kenya        | Qual. Mondiali 2026 | Sub,nel gruppo F | 2  | 0 | 2 | 0 | &0,00 | 1  | 1  | +0 |
| Dal 2021     | Kenya        | Amichevoli          |                  | 9  | 4 | 1 | 4 | 44,44 | 13 | 11 | +2 |
| Totale Kenya | Totale Kenya | Totale Kenya        | Totale Kenya     | 17 | 6 | 4 | 7 | 35,29 | 23 | 22 | +1 |

#### Panchine da commissario tecnico della nazionale keniota
| Cronologia completa delle presenze e delle reti in nazionale ― Kenya | Cronologia completa delle presenze e delle reti in nazionale ― Kenya | Cronologia completa delle presenze e delle reti in nazionale ― Kenya | Cronologia completa delle presenze e delle reti in nazionale ― Kenya | Cronologia completa delle presenze e delle reti in nazionale ― Kenya | Cronologia completa delle presenze e delle reti in nazionale ― Kenya | Cronologia completa delle presenze e delle reti in nazionale ― Kenya | Cronologia completa delle presenze e delle reti in nazionale ― Kenya |
| Data                                                                 | Città                                                                | In casa                                                              | Risultato                                                            | Ospiti                                                               | Competizione                                                         | Reti                                                                 | Note                                                                 |
| -------------------------------------------------------------------- | -------------------------------------------------------------------- | -------------------------------------------------------------------- | -------------------------------------------------------------------- | -------------------------------------------------------------------- | -------------------------------------------------------------------- | -------------------------------------------------------------------- | -------------------------------------------------------------------- |
| 7-10-2021                                                            | Agadir                                                               | Mali                                                                 | 5 – 0                                                                | Kenya                                                                | Qual. Mondiali 2026                                                  | -                                                                    | Cap: M.Olunga                                                        |
| 10-10-2021                                                           | Nairobi                                                              | Kenya                                                                | 0 – 1                                                                | Mali                                                                 | Qual. Mondiali 2026                                                  | -                                                                    | Cap: M.Olunga                                                        |
| 11-11-2021                                                           | Entebbe                                                              | Uganda                                                               | 1 – 1                                                                | Kenya                                                                | Qual. Mondiali 2026                                                  | Michael Olunga                                                       | Cap: M.Olunga                                                        |
| 15-11-2021                                                           | Nairobi                                                              | Kenya                                                                | 2 – 1                                                                | Ruanda                                                               | Qual. Mondiali 2026                                                  | Michael Olunga Richard Odada (rig.)                                  | Cap: M.Olunga                                                        |
| 28-3-2023                                                            | Tehran                                                               | Iran                                                                 | 2 – 1                                                                | Kenya                                                                | Amichevole                                                           | Michael Olunga                                                       | Cap: M.Olunga                                                        |
| 14-6-2023                                                            | Lahore                                                               | Pakistan                                                             | 0 – 1                                                                | Kenya                                                                | Amichevole                                                           | Moses Shumah                                                         | Cap: M.Olunga                                                        |
| 18-6-2023                                                            | Belle Vue                                                            | Mauritania                                                           | 1 – 0                                                                | Kenya                                                                | Amichevole                                                           | -                                                                    | Cap: M.Olunga                                                        |
| 7-9-2023                                                             | Al Wakrah                                                            | Qatar                                                                | 1 – 2                                                                | Kenya                                                                | Amichevole                                                           | Joseph Okumu Amos Nondi                                              | Cap: M.Olunga                                                        |
| 12-9-2023                                                            | Nairobi                                                              | Kenya                                                                | 0 – 1                                                                | Sudan del Sud                                                        | Amichevole                                                           | -                                                                    | Cap: M.Olunga                                                        |
| 16-10-2023                                                           | Aksu                                                                 | Russia                                                               | 2 – 2                                                                | Kenya                                                                | Amichevole                                                           | Anthony Akumu Masoud Juma                                            | Cap: M.Olunga                                                        |
| 16-11-2023                                                           | Franceville                                                          | Gabon                                                                | 2 – 1                                                                | Kenya                                                                | Qual. Mondiali 2026                                                  | Masoud Juma                                                          | Cap: M.Olunga                                                        |
| 20-11-2023                                                           | Abidjan                                                              | Seychelles                                                           | 0 – 5                                                                | Kenya                                                                | Qual. Mondiali 2026                                                  | 2 Michael Olunga Masoud Juma Rooney Onyango Benson Omala             | Cap: M.Olunga                                                        |
| 23-3-2024                                                            | Lilongwe                                                             | Malawi                                                               | 0 – 4                                                                | Kenya                                                                | Amichevole                                                           | 2 Michael Olunga 1 (rig.) Ayub Masika John Avire                     | Cap: M.Olunga                                                        |
| 26-3-2024                                                            | Lilongwe                                                             | Zimbabwe                                                             | 1 – 3                                                                | Kenya                                                                | Amichevole                                                           | 3 Michael Olunga                                                     | Cap: M.Olunga                                                        |
| 7-6-2024                                                             | Lilongwe                                                             | Kenya                                                                | 1 – 1                                                                | Burundi                                                              | Qual. Mondiali 2026                                                  | Duke Abuya                                                           | Cap: M.Olunga                                                        |
| 11-6-2024                                                            | Lilongwe                                                             | Kenya                                                                | 0 – 0                                                                | Costa d'Avorio                                                       | Qual. Mondiali 2026                                                  | -                                                                    | Cap: M.Olunga                                                        |
| Totale                                                               |                                                                      | Presenze                                                             | 17                                                                   |                                                                      | Reti                                                                 | 23                                                                   |                                                                      |